# Verona Rupes

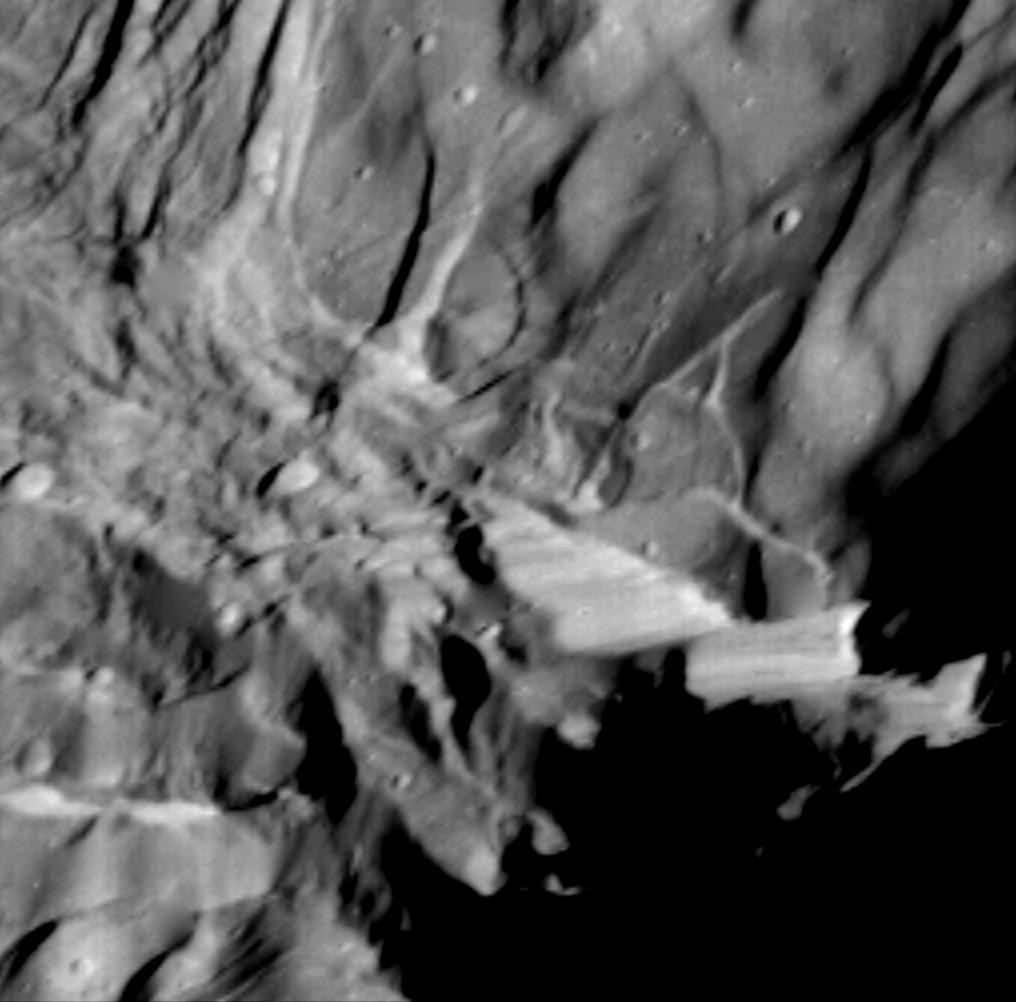
Verona Rupes ist die höchste bekannte Klippe des Sonnensystems.

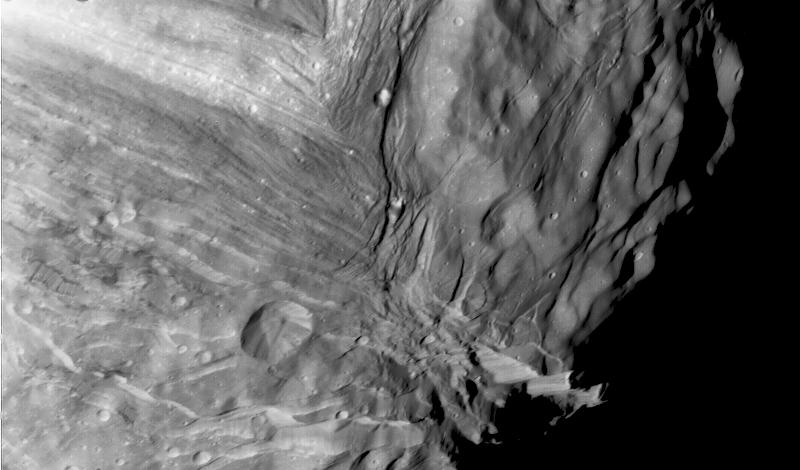
Verona Rupes mit Umgebung.

Verona Rupes ist eine Klippe des Uranusmondes Miranda. Sie liegt bei 18°S und 348°O auf Miranda. Mit 20 Kilometern Höhe ist sie die höchste bekannte Klippe im Sonnensystem und zehnmal höher als der Grand Canyon tief ist. Benannt ist sie nach der Stadt Verona, wo Shakespeares Romanfiguren Romeo und Julia lebten.

## Entstehungsmöglichkeiten
Eine solch gewaltige astrogeologische Anomalie neben den anderen bizarren Formationen auf einem solch kleinen Mond – mit einem mittleren Durchmesser von lediglich 471 Kilometern – deutet für ihre Bildung auf enorme Kräfte hin. Eine Möglichkeit als Entstehungsursache ist der Einschlag eines großen Körpers, durch den der Mond auseinanderbrach und sich neu zusammensetzte. Alternativ könnten auch starke Gezeitenkräfte des Uranus zur Bildung großer Gräben geführt haben.

## Sonstiges
Wenn ein Mensch von dieser Klippe springen würde, benötigte er aufgrund von Mirandas geringer Gravitation über zwölf Minuten, um den Boden des Grabens zu erreichen. Trotzdem wäre der Fall tödlich, da er mit einer Geschwindigkeit von über 200 km/h auf dem Boden aufschlagen würde. Auf der Erde würde er diese Geschwindigkeit bereits nach einem freien Fall von nur 160 Metern und nach nur sechs Sekunden erreichen (den Reibungswiderstand der irdischen Atmosphäre nicht mit eingerechnet).